# Carlo Magno (miniserie televisiva)
Carlo Magno (Charlemagne, le prince à cheval) è una miniserie televisiva del 1993 basata sulla vita di Carlo Magno, diretto da Clive Donner.

## Trama
La storia, di ambientazione storica, narra delle avventure di Carlo Magno sino a quando viene incoronato imperatore nell'anno 800 da papa Leone III.

## Produzione
La miniserie è una co-produzione franco-tedesco-italiana costituita da 3 puntate.

## Trasmissione
La miniserie in Italia andò in onda in prima visione su Rai 1 dal 20 febbraio al 6 marzo 1994, per la regia di Clive Donner.